# 915 TCN
915 TCN là một năm trong lịch La Mã.